# Municipio de Sparta (Nebraska)
El municipio de Sparta (en inglés: Sparta Township) es un municipio ubicado en el condado de Knox en el estado estadounidense de Nebraska. En el año 2010 tenía una población de 84 habitantes y una densidad poblacional de 0,92 personas por km².

## Geografía
El municipio de Sparta se encuentra ubicado en las coordenadas 42°39′41″N 98°0′52″O / 42.66139, -98.01444. Según la Oficina del Censo de los Estados Unidos, el municipio tiene una superficie total de 91.14 km², de la cual 90,34 km² corresponden a tierra firme y (0,87 %) 0,79 km² es agua.

## Demografía
Según el censo de 2010, había 84 personas residiendo en el municipio de Sparta. La densidad de población era de 0,92 hab./km². De los 84 habitantes, el municipio de Sparta estaba compuesto por el 100 % blancos. Del total de la población el 0 % eran hispanos o latinos de cualquier raza.